# 綱附森
綱附森（つなつきもり）は、徳島県三好市と高知県香美市の境界に位置する山である。標高1,643.1m。四国百名山選定。

## 概要
天狗塚の南方3km、三嶺の南西方約6.5kmにあり、旧三好郡東祖谷山村（現徳島県三好市）と香美郡物部村（現高知県香美市）との県境に位置。
明治初年は山麓の集落名にちなんで谷道山と呼ばれていた（日本地誌提要）。明治末期から大正期には綱附山といわれた（大日本地誌）。昭和になって現名で記されるようになった（四国の尾根）。
特徴のある山容ではなく、登山の対象にはならなかった。登山者もほとんどなく原生林が残されている。北面はブナを中心とした広葉樹の原生林で、頂上付近はササが繁茂する。
徳島県下では珍しいオオヤマレンゲが自生し、ケンザンデンダ・ミヤマウラボシ・クジャクシダ・エビラシダ・チチブホラゴケなどがある。

## ギャラリー

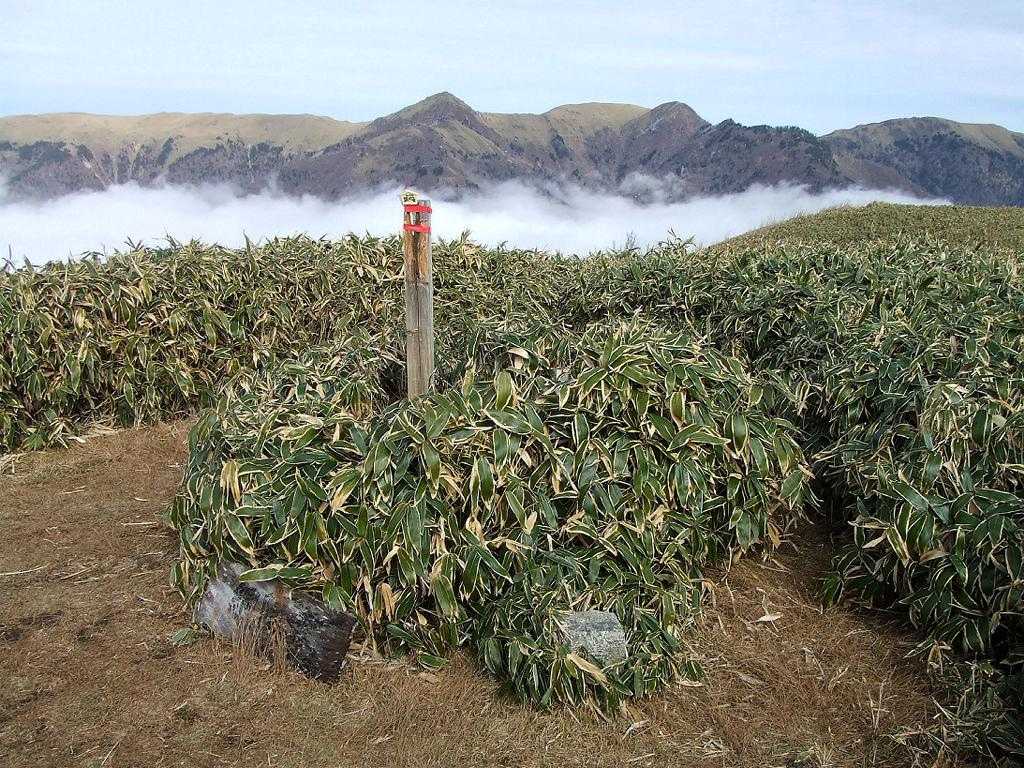
頂上